# لوتشيانو كاسيريس
لوتشيانو كاسيريس (بالإسبانية: Luciano Cáceres)‏ هو ممثل أرجنتيني، ولد في 24 يناير 1977 في بوينس آيرس في الأرجنتين.

## وصلات خارجية
- لوتشيانو كاسيريس على موقع IMDb (الإنجليزية)
- لوتشيانو كاسيريس على موقع ألو سيني (الفرنسية)
- لوتشيانو كاسيريس على موقع أول موفي (الإنجليزية)
- لوتشيانو كاسيريس على موقع قاعدة بيانات الفيلم (الإنجليزية)
- لوتشيانو كاسيريس على موقع كينوبويسك (الروسية)